# 後醍院宗重
後醍院 宗重（ごだいいん むねしげ）は、戦国時代から江戸時代前期にかけての武将。相良氏、島津氏の家臣。

## 生涯
後醍院氏は後醍醐天皇の皇子・懐良親王の正平18年/貞治2年（1363年）生まれの子という後醍院良宗（越後守）の子孫にあたるという。
天文20年（1551年）、後醍院備後守良任の長男として肥後国八代で誕生。天正年間始めに肥後国の戦国大名・相良義陽に仕え、佐敷量石の戦いで島津氏の物頭・大磯平内左衛門を討ち取った武功により、主君・義陽より弟・主税介頼演と共に相良氏の庶流高橋姓を賜姓され、一時高橋氏を称す。『南藤蔓綿録』によると、あるとき宗重が他の侍と共に的場で矢を射ていた際、大友氏の使者が的場に乗り打ちした事に怒り、その夜に使者を殺害したとある。義陽はそれに激怒し、宗重の首を大友に差し出すべく討ち手を放ったが、宗重は既に薩摩国へ逃れていた。宗重は島津氏に仕えたが、数年後に暇乞いし備前国の池田氏に仕えたと記述されている。
天正10年（1582年）、島津義弘が肥後の守護代として八代城に入っていた頃に父と共にその臣下となる。同12年（1584年）の肥前国の龍造寺隆信との戦いの際に、弟・高橋主税介頼演と共に八代地頭の平田光宗の臣下として島原に出兵。宗重は軍功を上げたが、弟の頼演はこの際の負傷が元で死去している。この頃、後に義陽の跡を継いだ相良忠房の許可を得て、長男に高橋氏を相続させて後醍院氏に復す。
その後も堅志田城攻めや岩屋城攻めに従軍し功をなした。天正15年（1587年）に豊臣秀吉が九州平定に乗り出した際は、義弘が豊後国から退くときの殿軍を務めたが捕縛、豊臣方の長束正家に薩摩国への案内をするよう言われたが宗重は断った。そのため、その6月に肥後を与えられた佐々成政預かりの身となり、母子を人質に出し隈本城に入った。しかしすぐさま肥後国人一揆に見舞われる。宗重は鎮圧のために出陣し軍功を上げたが、成政が改易、切腹となったために、今度は小西行長預かりとなる。
文禄元年（1592年）からの文禄・慶長の役には行長に従い朝鮮へ渡海する。しかし同4年（1595年）に島津忠恒が唐島に陣を敷く際に行長に暇乞いを願い出てその陣へと馳せ参じ、帰国後の慶長2年（1597年）に母や妻子を引き連れて薩摩に入国、再び島津家臣となった。慶長5年（1600年）の関ヶ原の戦いにおいて、その退却戦の際に木脇祐秀と共に殿軍を務めた。この功により、宗重は帰国後に50石を加増されている。
寛永元年（1624年）、病死。墓所は薩摩国日置郡郡山郷郡山村坪久田（現在の鹿児島市郡山町）。
なお、長男・高橋半右衛門頼次は最終的に池田輝政に仕え、500石を知行する。次男・義信が後醍院氏を相続している。

## 後醍院姓の著名人
- 後醍院真柱（1806-1879） ‐ 国学者・吉備津神社宮司。国学者・大河平隆棟の二男で後醍院良次の養嗣子。平田篤胤の弟子で、お由羅騒動に連座し謹慎を命じられたが、そののち造士館の教師となり、維新後は皇学所御用掛などを勤め、明治5年には板倉勝任 (華族)らとともに神道と国学の「共心義塾」を開設、明治10年に吉備国神社宮司となる。[2][3]
- 後醍院良正（1905年生） ‐ 朝日新聞社史編纂員[4]